# Millosh Gjergj Nikolla

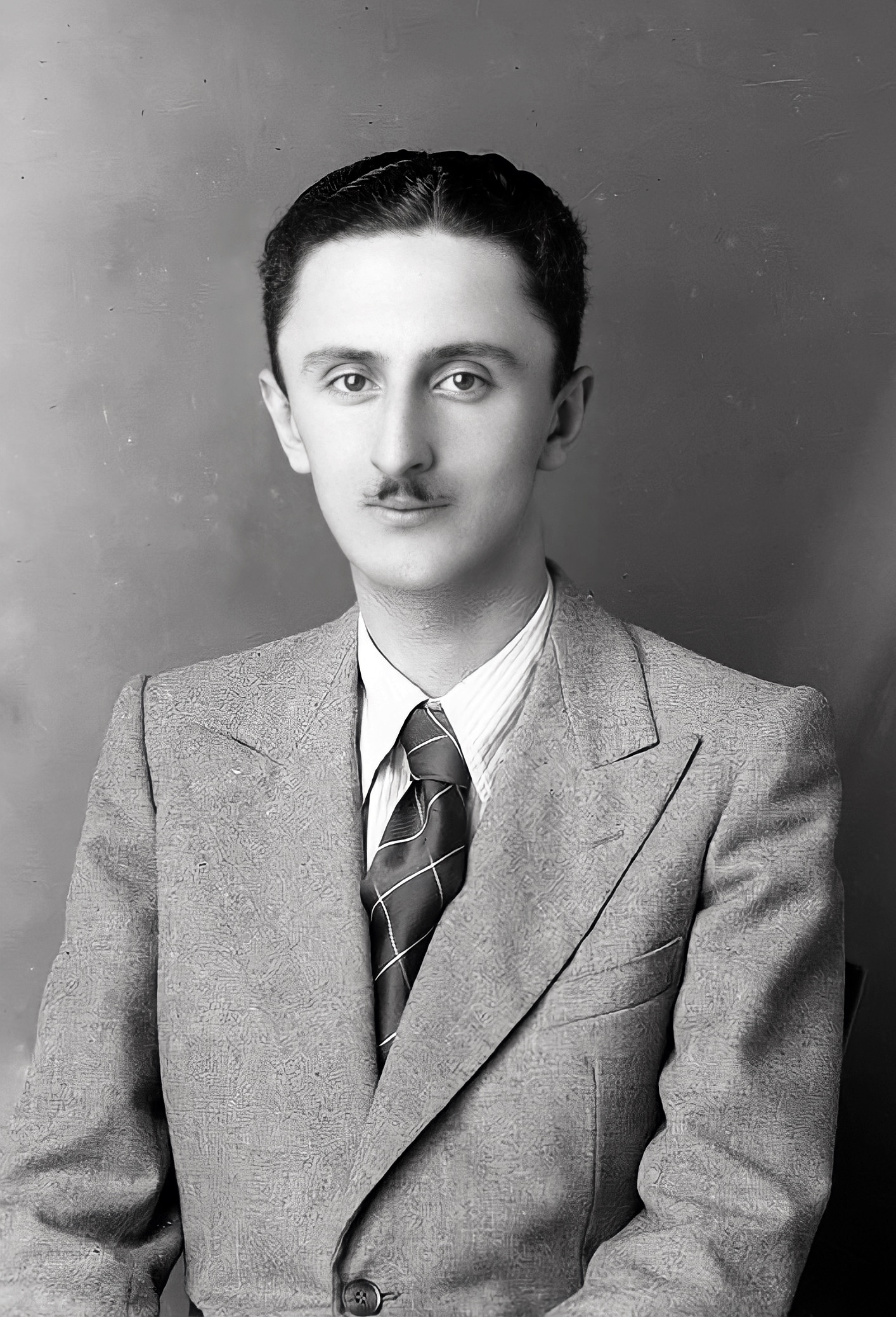
Migjeni

Millosh Gjergj Nikolla, pseudonym Migjeni, född den 13 oktober 1911 i Shkodra i dåvarande Osmanska Albanien, död den 26 augusti 1938 i Turin i Italien, albansk författare.
Migjeni föddes i en ortodox familj och genomgick låg- och högstadiet i en serbiskspråkig skola. På ett stipendium kom han till staden Bitola i södra Nordmakedonien för att studera olika språk. Efter studierna fick han en anställning som lärare vid en albanskspråkig skola i hemstaden Shkodra.
Han började skriva prosaiska sketcher och lyriska stycken. Han utgav sin första korta roman, "Den lidande Socrates eller den belåtna grisen", 1934.  Han insjuknade i tuberkulos och avled av sjukdomen. Före sin död utgav han en mängd dikter.
Den viktigaste teman i hans skrivande var misär som avspeglar det liv han såg och levde. Vissa skrifter ur hans produktion bannlystes. Migjeni hade en mycket lovande början som prosaförfattare och utgav tjugofyra prosaiska sketcher på ett halvt decennium. Han hade också goda förutsättningar för att bli en stor poet. Hans lyrik var dock inte lika omfångsrik som prosan.
Tidigare besjöng albanska poeter landets storslagna berg och sköna natur medan Migjeni vände sig främst mot den hårda verkligheten i det albanska samhället.
Hans stora verk är "Luli i vocërr" ("Den lille Luli"), som handlar om Luli, en fattig albansk pojke som hade trasiga skor och levde under svåra omständigheter.
Migjeni är en portalfigur inom den moderna albanska litteraturen. Som 20-åring gjorde han en epokgörande insats inom modern albansk litteratur. Han framstår som en vägvisare för nutida albanska författare. Hans tidiga död var en stor förlust för det litterära Albanien.